# سعدون شيخ محمد (اسماعيلية)
سعدون شيخ محمد (بالفارسية: سعدون شیخ‌محمد) هي قرية وتقع في إيران في قسم إسماعيلية الريفي. يقدر عدد سكانها بـ 95 نسمة .